# Margarethe Furcht
Margarethe Furcht (10 de novembre de 1879, Viena, Imperi Austrohongarès - 12 de febrer de 1976, Londres, Regne Unit) fou una química austríaca, la primera dona que es doctorà en química a l'Imperi Austrohongarès (1902).
Margarethe Furcht era filla d'un corredor de borsa jueu. Fou una de les primeres alumnes del Gymnasiale Mädchenmittelschule‖ a Viena el 1898. El 1902 publicà conjuntament amb el seu director de tesi, Rudolf Wegscheider, l'article "Über die Esterbildung von aromatischen Sulfonsäuren" (Quant a la formació d’èsters d’àcids sulfònics aromàtics), essent la segona publicació en química d'una autora femenina a la revista científica Monatshefte für Chemie. Després de graduar-se el 19 de juliol de 1902 a la Universitat de Viena, treballà a l'institut de recerca i ensenyament Technologische Gewerbemuseum. Posteriorment estudià les sals d'argent de l'àcid levulínic, i realitzà innovacions en la indústria del sabó i en el camp dels explosius moderns. A principis dels anys trenta treballava a la fàbrica vienesa Gustav Ganz & Co., on es dedicava a la millora de vàlvules de buit, en particular les de tipus Ostar. Després de l'ocupació d'Àustria per part de les tropes nazis el març de 1938, Furcht emigrà a Anglaterra i treballà en química industrial a Londres.